# Katpar
Katpar é uma vila no distrito de Bhavnagar, no estado indiano de Gujarat.

## Demografia
Segundo o censo de 2001, Katpar tinha uma população de 7043 habitantes. Os indivíduos do sexo masculino constituem 50% da população e os do sexo feminino 50%. Katpar tem uma taxa de literacia de 34%, inferior à média nacional de 59,5%: a literacia no sexo masculino é de 50% e no sexo feminino é de 18%. Em Katpar, 21% da população está abaixo dos 6 anos de idade.